# Acacia rosei
Acacia rosei é uma espécie de leguminosa do gênero Acacia, pertencente à família Fabaceae.